# Helmogentroost
Helmogentroost (Odontites) is een geslacht uit de bremraapfamilie (Orobanchaceae). De soorten komen voor op het eiland Madeira, Noordwest-Afrika en van Europa tot in Siberië en de westelijke Himalaya.
In Nederland en België komen voor:
- Akkerogentroost (Odontites vernus subsp. vernus)
- Rode ogentroost (Odontites vernus subsp. serotinus), een ondersoort die in België op de rode lijst staat

## Soorten
- Odontites alshehbazianus (Dönmez & Mutlu) A.Fleischm. & Heubl
- Odontites aucheri Boiss.
- Odontites bocconei (Guss.) Walp.
- Odontites bolligeri E.Rico, L.Delgado & Herrero
- Odontites cebennensis H.J.Coste & Soulié
- Odontites citrinus Bolliger
- Odontites corsicus G.Don
- Odontites discolor Pomel
- Odontites foliosus Pérez Lara
- Odontites glutinosus (M.Bieb.) Benth.
- Odontites granatensis Boiss.
- Odontites hispidulus (Boiss.) Bolliger
- Odontites hollianus (Lowe) Benth.
- Odontites jaubertianus (Boreau) D.Dietr.
- Odontites kaliformis (Pourr. ex Willd.) Pau
- Odontites lanceolatus (Gaudin) Rchb.
- Odontites lapiei Batt.
- Odontites linkii Heldr. & Sartori ex Boiss.
- Odontites litoralis (Fr.) Fr.
- Odontites longiflorus (Vahl) Webb
- Odontites luteus (L.) Clairv.
- Odontites maroccanus Bolliger
- Odontites powellii Maire
- Odontites pseudogranatensis Quézel
- Odontites purpureus (Desf.) G.Don
- Odontites rameauanus Emb.
- Odontites recordonii Burnat & Barbey
- Odontites rigidifolius (Biv. ex Spreng.) Benth.
- Odontites sillettii Brullo, V.Tomas. & Wagens.
- Odontites triboutii Gren. & Paill.
- Odontites valentinus M.B.Crespo & Mateo
- Odontites vernus (Bellardi) Dumort. - Akkerogentroost
- Odontites violaceus Pomel
- Odontites viscosus (L.) Clairv.
- Odontites vulcanicus Bolliger
- Odontites vulgaris Moench - Rode ogentroost

## Hybriden
- Odontites × sennenii Rouy

... · 
Bartsia · 
Castilleja · 
Euphrasia (Ogentroost) · 
Lathraea (Schubwortel) · 
Melampyrum (Zwartkoren) · 
Odontites (Helmogentroost) · 
Orobanche (Bremraap) · 
Pedicularis (Kartelblad) · 
Parentucellia · 
Rhinanthus (Ratelaar) · 
...